# William Schabas
William A. Schabas, né 9 novembre 1950 à Cleveland, est professeur associé à la faculté de science politique et de droit du département des sciences juridiques de l'Université du Québec à Montréal (UQAM). 
Spécialiste du droit international public, de la peine de mort, de la torture, des droits de la personne et du droit rwandais, il s’est intéressé aux problèmes judiciaires posés par le génocide au Rwanda. Il est également directeur du Centre irlandais des Droits de l’homme à l’Université nationale d’Irlande à Galway. Éditeur en chef du journal Criminal Law Forum, il a aussi travaillé en tant que consultant au ministère de la justice du Rwanda, à l’USAID et à l'Organisation pour la sécurité et la coopération en Europe (OSCE). De 1994 à 1998, il a été directeur du Département des sciences juridiques de l’Université du Québec à Montréal. 
Le journaliste et essayiste Robin Philpot a porté des accusations contre William Schabas et d'autres Canadiens comme Hélène Pinske, André Paradis et Louise Arbour pour avoir pris part dans la prétendue rivalité entre USAFRICOM et la Françafrique. 
Schabas a fait paraître de nombreux ouvrages sur le droit international, le droit rwandais et les rapports entre le génocide et les lois internationales. 
Dans le cadre onusien, il est nommé le 11 août 2014 à la tête d'une commission chargée d’enquêter sur les éventuels crimes de guerre commis à Gaza pendant l'opération Bordure Protectrice. Mis en cause par Israël pour « conflit d'intérêts » - en 2012 il a rédigé une note juridique pour l'Organisation de libération de la Palestine - il donne sa démission  le 3 février 2015 afin de ne pas gêner la rédaction du rapport d'enquête. Sa démission fait suite à des mois de dénigrement par les autorités israéliennes.

## Publications
- (et Stéphane Beaulac), International Human Rights and Canadian Law - Legal Commitment, Implementation and the Charter, Toronto, Carswell, 2007.
- International human rights law and the Canadian charter, Toronto, Carswell, 1991 ; 1996.
- (et Daniel Turp), Droit international, canadien et québécois des droits et libertés: notes et documents, Cowansville, Y. Blais, 1994 ; 1998.
- The abolition of the death penalty in international law Cambridge, Angleterre, Cambridge University Press, 1993 ; 1997.
- Les infractions d'ordre sexuel, Cowansville, Y. Blais, 1995.
- The death penalty as cruel treatment and torture : capital punishment challenged in the world's courts, Boston, Northeastern University Press, 1996.
- (éd.), The international sourcebook on capital punishment, Boston, Northeastern University Press, 1997.
- Précis du droit international des droits de la personne. Avec une attention particulière au droit du Canada et du Québec, Cowansville, Y. Blais, 1997.
- (et Martin Imbleau), Introduction to Rwandan law, Cowansville, Y. Blais, 1997.
- (et Martin Imbleau), Introduction au droit rwandais, Cowansville, Y. Blais, 1999.
- Genocide in international law : the crimes of crimes Cambridge, Angleterre, Cambridge University Press, 2000.
- (et Gérard Cohen-Jonathan, dir.), La peine capitale et le droit international des droits de l'homme, Paris, Éditions Panthéon-Assas, 2003.
- An Introduction to the International Criminal Court, Cambridge, Angleterre, Cambridge University Press, 2004.